# Bardylis Ier
Bardylis Ier (en grec ancien Βάρδυλις / Bárdylis) est un roi illyrien ayant régné de 385 à 358 av. J.-C. Potentat, il règne sur les Enchéléiens en Albanie actuelle. Les Illyriens s'unissent parfois autour d'un roi, mais sans grande continuité dynastique. Le premier royaume d'Illyrie est fondé en 385 par Bardylis qui unifie le pays et prend pour capitale Shkodra.

## Biographie
Charbonnier à l'origine, Bardylis devient chef d’une bande de voleurs avant d’être proclamé roi. En 383 av. J.-C., il envahit le royaume de Macédoine. Amyntas III fait alors appel à la Ligue chalcidienne pour le chasser. Les Chalcidiens veulent garder une partie du territoire affranchi, et Amyntas ne récupère son royaume que grâce à l’intervention de Sparte. Il se lance dans une politique d'expansion et envahit la haute Macédoine, imposant le versement d'un tribut à son roi Amyntas III. En 385, il défait les rois Molosses d'Épire avec l'aide de Denys de Syracuse. En 359, le roi de Macédoine Perdiccas III est battu et tué avec 4 000 de ses hommes.
Philippe II, qui succède à Perdiccas III, estime que son royaume doit s'affranchir de la tutelle des Péoniens et des Illyriens. Fort d’une armée qu’il a reformée, Philippe affronte et vainc les Péoniens qui menacent le nord de la Macédoine. Il attaque peu après Bardylis, dont il est le gendre, mais dont il refuse d’être vassal : lors de la bataille, en 358, 7 000 Illyriens trouvent la mort ; Philippe a la clavicule brisée ; Bardylis est tué, à près de 90 ans selon Lucien de Samosate. Son fils (ou petit-fils) Clitos lui succède. Ce royaume illyrien est définitivement conquis en 355 par Philippe II et intégré au royaume de Macédoine. La fille de Bardylis (mais peut-être de Bardylis II), Bircenna, devient l’une des épouses du roi d’Épire Pyrrhus.